# Список экорегионов Зимбабве
Ниже приводится список экорегионов в Зимбабве, согласно Всемирному Фонду дикой природы (ВФП).

## Наземные экорегионы
по основным типам местообитаний

### Тропические и субтропические луга, саванны и кустарники
- Акациево-бэйкиевые редколесья Калахари
- Бушвелд Южной Африки
- Редколесья Южного Миомбо
- Байкиевые редколесья Замбези
- Редколесья Замбези и Мопане

### Горные луга и кустарники
- Горные леса и луга Восточного Зимбабве

## Пресноводные экорегионы
по биорегиону

### Замбези
- Низкий Велд Замбези
- Замбези
  - Муланье
  - Нагорье Восточного Зимбабве
  - Высокий Велд Замбези
  - Луангва Среднего Замбези